# Općina Strumica
Općina Strumica  (makedonski: Општина Струмица) je jedna od 80općina Sjeverne Makedonije koja se prostire na jugoistoku Sjeverne Makedonije. 
Upravno sjedište ove općine je grad Strumica.

## Zemljopisne osobine
Općina Strumica prostire se najvećim dijelom na južnom dijelu Strumičke doline, u gornjem dijelu toka Strumičke reke. Južni dio Općine Strumica penje se po obroncima planine Belasice. 
Općina Strumica graniči s Grčkom na jugoistoku, potom s Općinom Vasilevo na sjeveru, s Općinom Bosilovo na sjeveroistoku, s Općinom Novo Selo na istoku, s Općinom Valandovo na jugu, te s Općinom Konče na zapadu.
Ukupna površina Općine Strumica je 321,89 km².

## Stanovništvo
Općina Strumica ima 54 676 stanovnika. Po popisu stanovnika iz 2002. nacionalni sastav stanovnika u općini bio je sljedeći;

## Naselja u Općini Strumica
Ukupni broj naselja u općini je 25, od kojih su 24 sela i jedan grad Strumica.

## Pogledajte i ovo
- Grad Strumica
- Planina Belasica
- Sjeverna Makedonija
- Općine Sjeverne Makedonije

## Vanjske poveznice
- Službene stranice Općine Strumica
- Općina Strumica na stranicama Discover Macedonia